# Pseudoeurycea cochranae
Pseudoeurycea cochranae är en groddjursart som först beskrevs av Taylor 1943.  Pseudoeurycea cochranae ingår i släktet Pseudoeurycea och familjen lunglösa salamandrar. IUCN kategoriserar arten globalt som starkt hotad. Inga underarter finns listade i Catalogue of Life.